# Franziska Kobell
Franziska Kobell (* im 19. oder 20. Jahrhundert; † im 20. oder 21. Jahrhundert) war eine deutsche Kalligraphin.

## Leben und Werke
Franziska Kobell war eine Schülerin, langjährige Mitarbeiterin und schließlich auch die Nachfolgerin von Anna Simons, die für die Bremer Presse arbeitete. 1929 wurde die Gratulationsadresse der Görres-Gesellschaft für Privatdozent Dr. Finke publiziert, die Franziska Kobell geschrieben hatte.
Ab 1939 arbeitete sie fest mit Gerdy Troost und Frieda Thiersch zusammen. Gerdy Troost leitete unter anderem die Herstellung der Verleihungsurkunden für Ritterkreuze im Dritten Reich. Franziska Kobell schrieb die Texte jeweils von Hand, die Kassetten und Mappen wurden bei Frieda Thiersch hergestellt. Troost lieferte auch Objekte wie Schmuckkassetten, Telefonbuchtruhen und ähnliche Dinge an die Machthaber. Sie arbeitete dabei auch mit Franz und Hermann Wandinger zusammen. Für den Ordensschmuck wurden unter anderem Brillanten aus holländischer Kriegsbeute verwendet. Bis in den März 1945 hinein produzierten Thiersch, Kobell und die Brüder Wandinger ihre Urkunden etc.
Auf der Seite eines Auktionshauses ist über die Objekte zu lesen, dass sie „zu den absoluten Höhepunkten der Buchbinderkunst zählen. Kein Staat der Welt“ habe „zuvor oder nach der Zeit des Dritten Reiches jemals einen vergleichbaren Aufwand bei der Gestaltung der Verleihungsurkunden seiner höchsten Auszeichnungen betrieben. Die Schlichtheit der tragbaren Auszeichnung, des von dem bedeutendsten deutschen Architekten des Klassizismus, dem großen Karl Friedrich Schinkel, 1813 entworfenen Eisernen Kreuzes,“ bilde „dazu einen augenfälligen Kontrast von hohem Sinngehalt.“ Viele Urkunden konnten den Ritterkreuzempfängern gar nicht mehr ausgehändigt werden. Diese noch unsignierten Exemplare wurden bei Kriegsende von den Alliierten erbeutet. Von Thiersch und Kobell stammte auch die Kassette für den Deutschen Nationalpreis für Kunst und Wissenschaft, den Hitler 1937 aus Protest gegen die Verleihung des Friedensnobelpreises an Carl von Ossietzky stiftete.
Über Franziska Kobells Leben ist wenig bekannt. Sie hatte einen Bruder, dessen Fotografie sich unter den Erinnerungsstücken von Eva Braun an ihre Freundin Herta Schneider befand.